# Prima ballerina assoluta

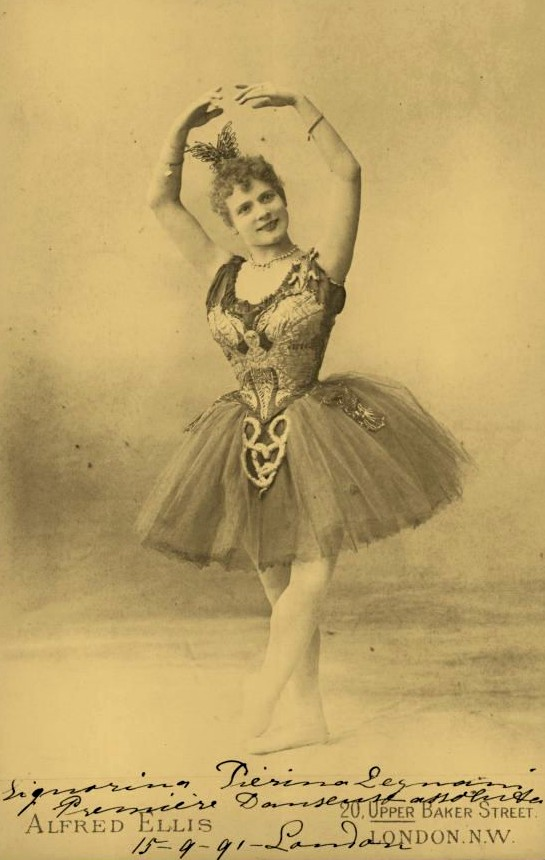
Pierina Legnaniden första ballerina någonsin att tituleras prima ballerina assolutafotograferad under hennes turné i London 1891.

Prima ballerina assoluta är en titel som tilldelas de mest utmärkande kvinnliga balettdansarna. Rangen är högre än Prima ballerina (premiärdansare), men är endast ett hedersutnämnande och har inga praktiska konsekvenser.
Att bli utnämnd till prima ballerina assoluta är sällsynt, traditionellt  utses endast de mest exceptionella dansarna i varje generation. Titeln är på italienska och har sitt ursprung i den tidiga romantiska baletten, där den tilldelades en prima ballerina som ansågs vara särskilt begåvad, internationellt berömd och över standarden hos sina samtida ballerinor.
Titeln används numera mycket sällan. Den senaste (2024) ballerinan att få titeln var italienska Alessandra Ferri, som blev prima ballerina assoluta vid La Scala-teatern 1992.
Det finns ingen överenskommen definition över kriterierna för titeln, vilket har lett till tvister om vem som har rätt att göra anspråk på den. Det är vanligtvis ett balettkompani som tilldelar den, men vissa dansare har fått titeln officiellt av en regering eller statschef, ibland av politiska snarare än konstnärliga skäl.
En av dem som förärats titeln prima ballerina assoluta är svenska Anneli Alhanko.

## Historia
Den första dokumenterade användningen av titeln som en rang inom ett balettkompani var 1894, när den franske balettmästaren Marius Petipa utnämnde italienska ballerinan Pierina Legnani till prima ballerina assoluta vid Marinskij-baletten. I en tid när den romantiska baletten vann allt större uppmärksamhet ansåg Petipa henne vara den främsta ballerinan i hela Europa.
Nästa dansare som fick titeln var ryska Mathilde Kschessinska vid samma kompani år 1895, alltså bara ett år senare. Petipa uttalade sig dock emot detta; även om hon var en extraordinär ballerina ansåg han att hon fått titeln främst genom sina förbindelser med det kejserliga ryska hovet, eftersom hon bland annat hade en affär med Nikolaj II.
Under 1900-talet har titeln delats ut mer sparsamt, oftast har varje prima ballerina absoluta varit ensam i sin generation av dansare. Kompanier som tilldelat titeln har alla varit europeiska (inklusive sovjetiska), med undantag för sydafrikanska Phyllis Spira (1943–2008), som fick titeln i Kapstaden 1984.
Under 2000-talet har hittills ingen tilldelats titeln.
I USA finns det ingen tradition att dela ut titeln. Den berömde dansaren Rudolf Nureyev hänvisade till den amerikanska ballerinan Cynthia Gregory - vars storhetstid var under 1970-1980-talet - från American Ballet Theatre som nationens prima ballerina assoluta. Hon har dock aldrig formellt fått titeln. En annan dansare som aldrig fått titeln är Anna Pavlova, en av de mest kända ballerinorna genom historien. 

## Utnämnda
Nedan följer en lista över dansare som officiellt tilldelats titeln eller som upprepade gånger har hänvisats till som Prima ballerina assoluta av officiella källor men med oklart datum för utnämnande.
| Nr | Namn (årtal)                        | Nationalitet     | Kommentar |
| -- | ----------------------------------- | ---------------- | --- |
| 1  | Pierina Legnani (1894)              | Italien          | Utnämnd till Prima Ballerina Assoluta av Mariinskybaletten på uppmaning av Marius Petipa. |
| 2  | Mathilde Kschessinska (1895)        | Polen / Ryssland | Utnämnd av Mariinskybaletten. |
| 3  | Alicia Markova (oklart)             | Storbritannien   | Det finns ingen officiell annotering av utmärkelsen, men hon hänvisas med titeln i flera källor, inklusive hos English National Ballet (som hon var medgrundare av), och Royal Ballet of London (där hon var den första Prima Ballerinan). [källa behövs] |
| 4  | Attilia Radice (1935)               | Italien          | Utnämnd av Operahuset i Rom. |
| 5  | Galina Ulanova (1944)               | Ryssland         | Utnämnd av Sovjetiska staten efter att hon börjat vid Bolshoi-baletten. |
| 6  | Alicia Alonso (oklart)              | Kuba             | Det finns ingen officiell annotering av utmärkelsen, men hon hänvisas med titeln i flera källor, inklusive hos Kubas Nationalbalett, (där hon var medgrundare)                                                                                            |
| 7  | Maya Plisetskaya (1960)             | Ryssland         | Tilldelad titeln av Sovjetiska staten, som arvtagare efter Galina Ulanova. |
| 8  | Eva Evdokimova (1970-tal)           | Schweiz/USA      | Utnämnd av Berlins senat efter uppmuntran från Kirov-baletten. |
| 9  | Margot Fonteyn(1979)                | Storbritannien   | Utnämnd som en 60-årspresent vid Royal Ballet av Drottning Elisabeth II. |
| 10 | Yvette Chauviré (troligen 1950-tal) | Frankrike        | Enligt vissa källor utnämnd vid Operan i Paris, med oklart datum. Den enda franska ballerinan som benämnts med titeln. |
| 11 | Anneli Alhanko (1984)               | Sverige          | Tilldelad titeln av Sovjets Kulturministerium när hon gästdansade vid Bolshoi-baletten. Också utnämnd som hovdansare av svenska Carl XVI Gustaf 1990. |
| 12 | Phyllis Spira (1984)                | Sydafrika        | Tilldelad titeln av CAPAB ballet company, Kapstaden. |
| 13 | Alessandra Ferri (1992)             | Italien          | Utnämnd vid la Scala, Italien |

## Galleri

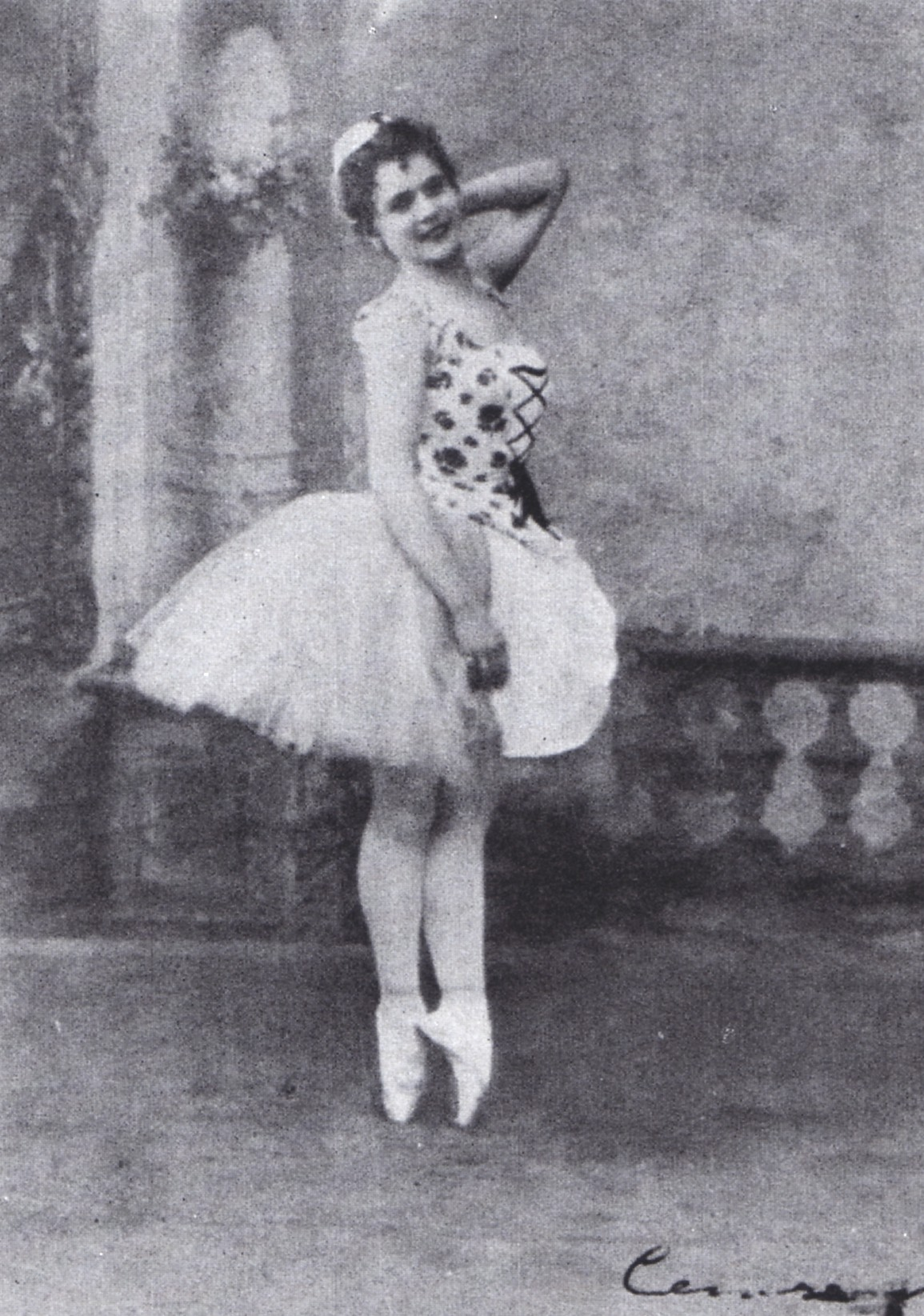
Pierina Legnani, 1893.
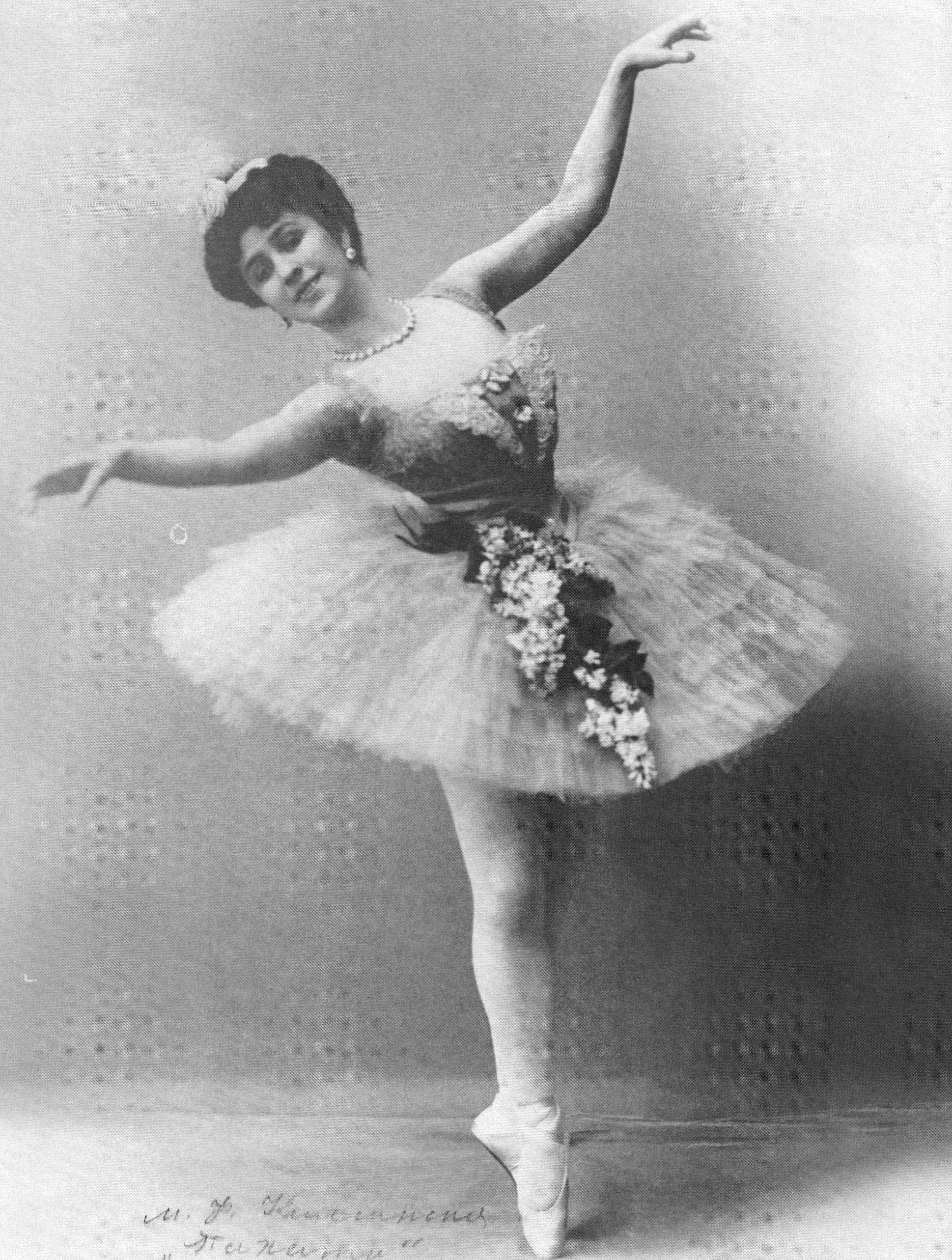
Matylda Krzesińska, 1909.
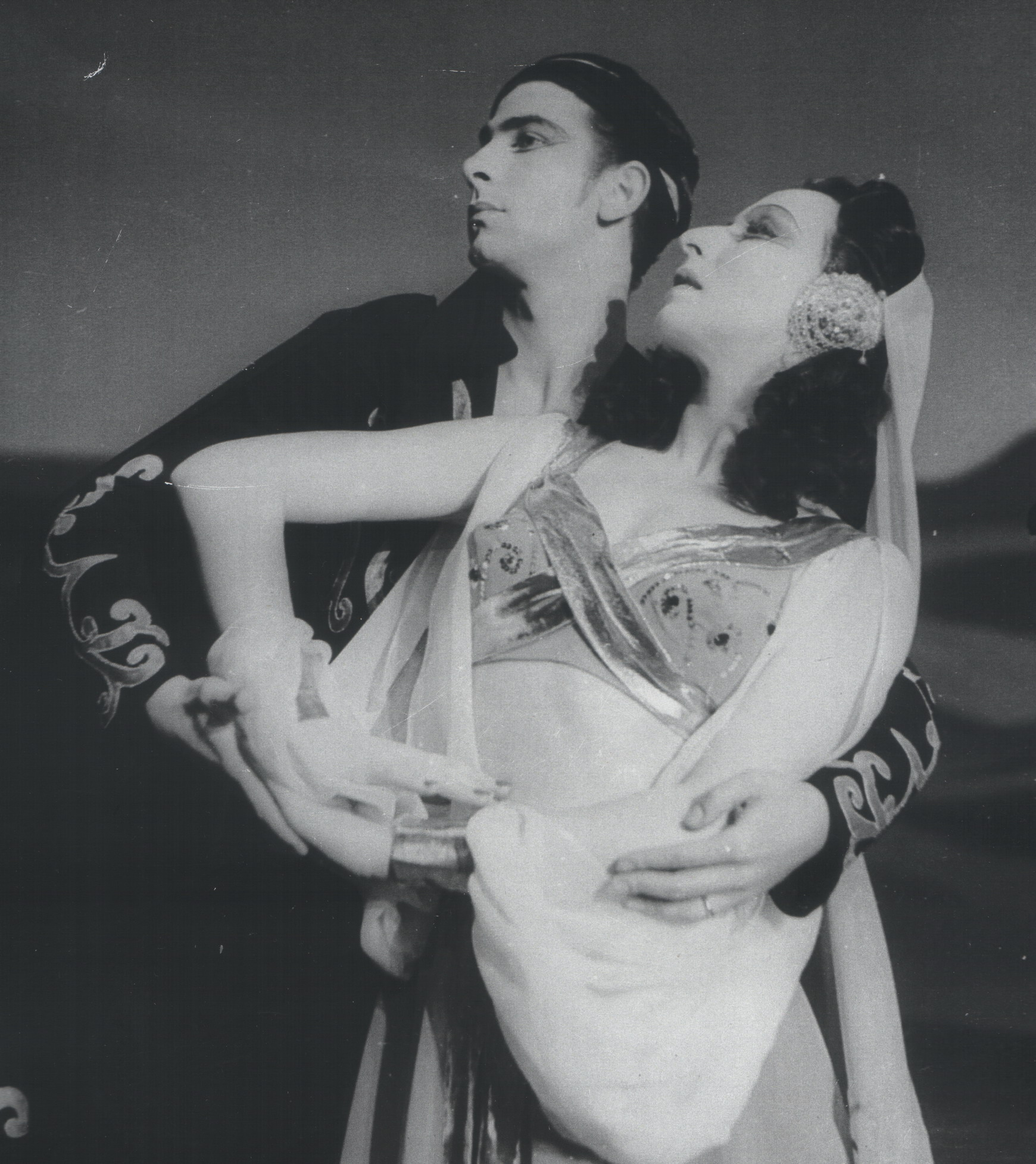
Attilia Radice, 1950-tal (med Guido Lauri).
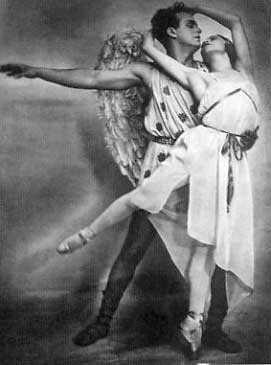
Galina Ulanova, 1923 (med Mikhail Dudko).
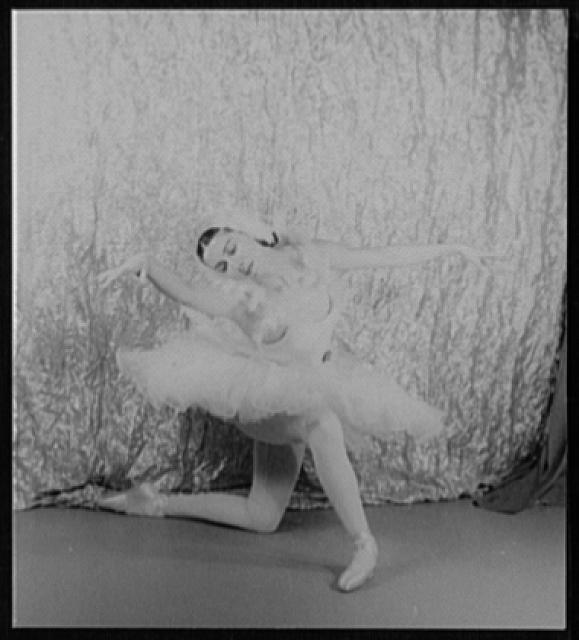
Alicia Markova, 1948.
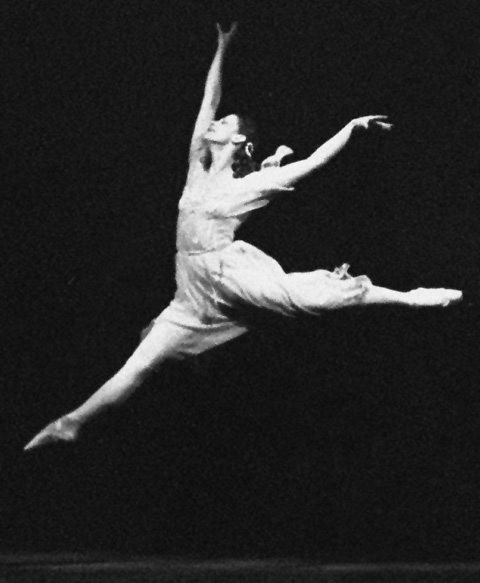
Maya Plisetskaya, 1961.
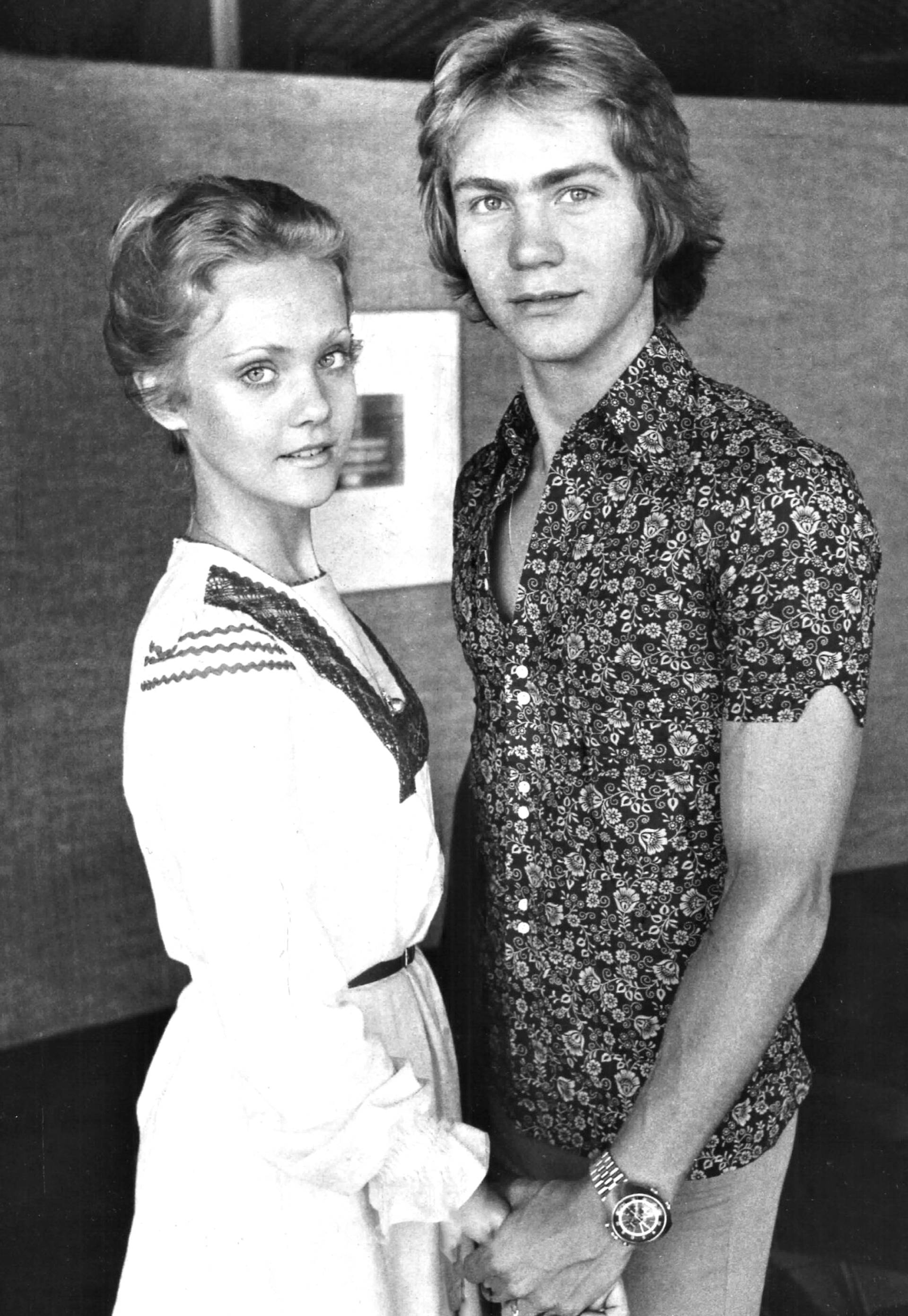
Anneli Alhanko, 1972 (med Per Artur Segerström).
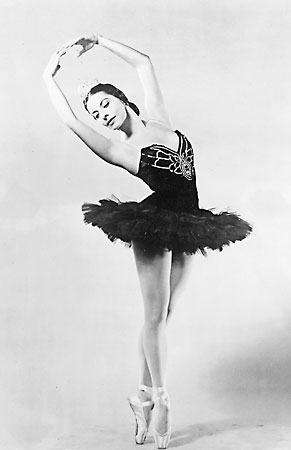
Alicia Alonso, 1955.
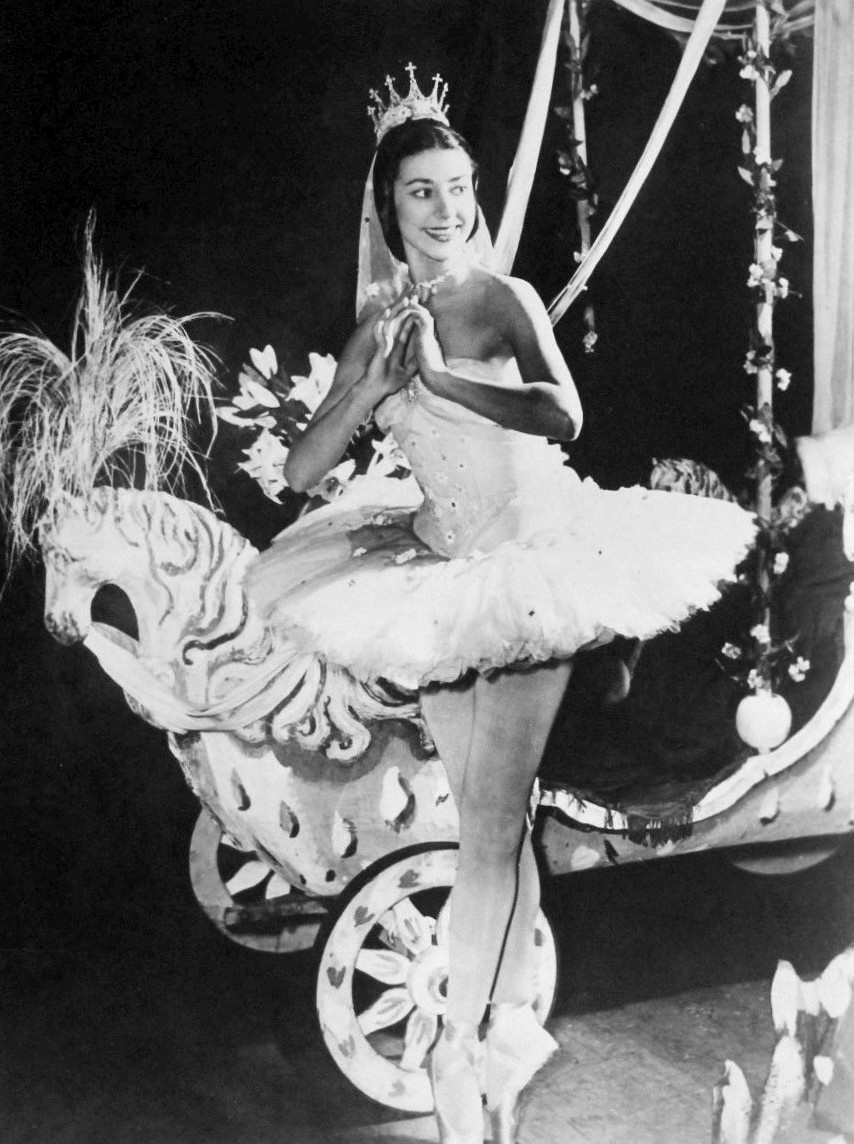
Margot Fonteyn, 1957.
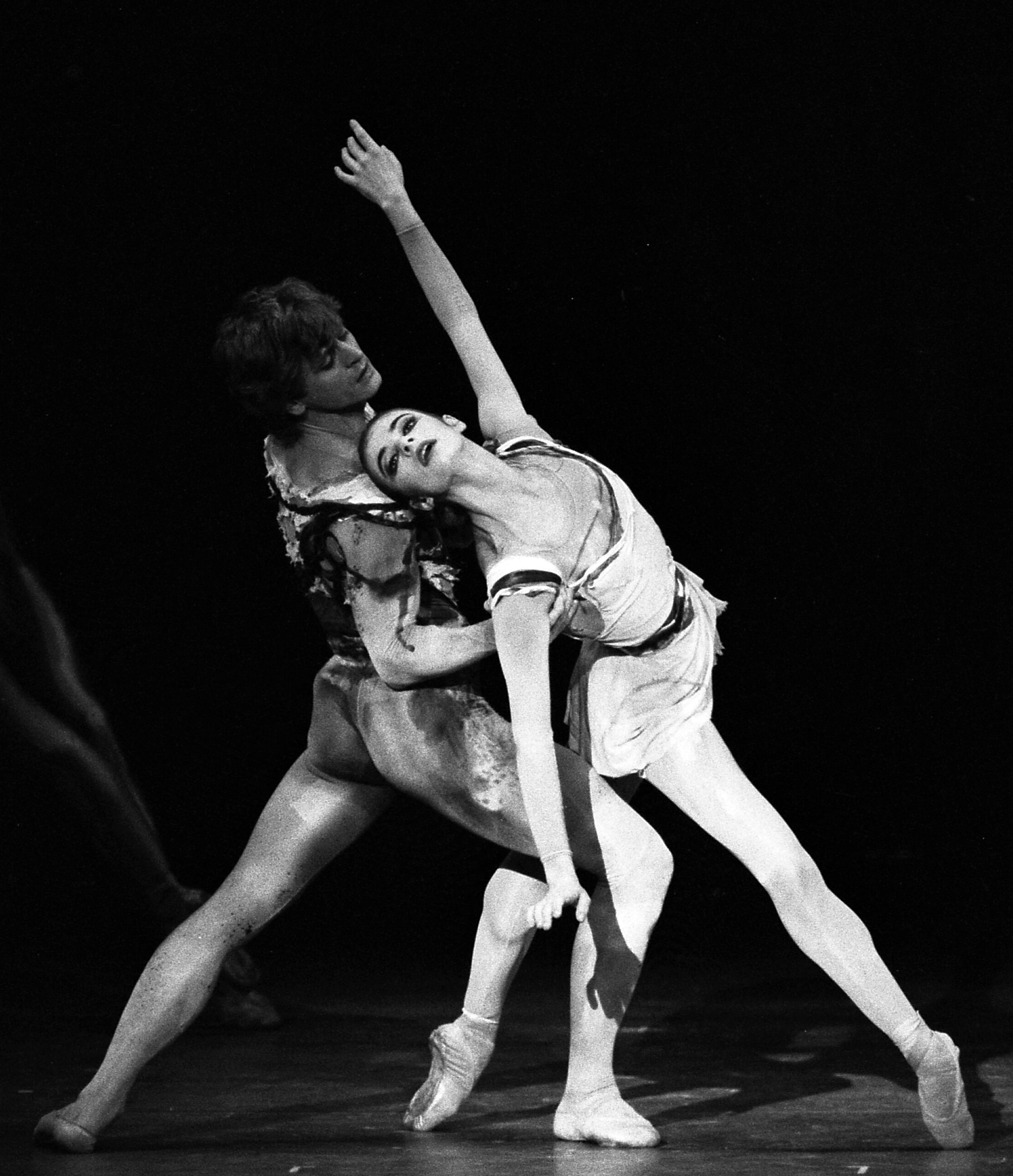
Alessandra Ferri, 1986 (med Mikhail Baryshnikov).